# Realmonte
Realmonte je naselje v pokrajini Agrigento na italijanskemu otoku Sicilija.